# Pileta de la Plaza Mayor de Lima
La pileta de la Plaza Mayor de Lima es una fuente situada en el centro de la Plaza Mayor de Lima, en el Perú.

## Historia
La primera pileta que se construyó en la plaza la mandó construir el virrey Francisco Álvarez de Toledo y fue inaugurada el 21 de octubre de 1578. Consistía de un balaustre y una sobretaza, y en ella ocho mascarones con sus caños por donde caía el agua en la taza mayor. Encima de la sobretaza tenía una bola, la cual despedía toda el agua para caer sobre la taza. Sobre la bola había una figura con un escudo a un lado con las armas de la ciudad. En la mano tenía una bandera y en ella esculpidas las armas del virrey Toledo. El remate de la sobretaza fue hecho por los plateros Miguel Morcillo y Juan Ruiz. Un acta inédita del Cabildo de Lima correspondiente al año 1630 hace saber que además de los escudos de Lima y de Toledo, la fuente tenía los blasones de España y de Francisco Pizarro.
Esta pileta fue reemplazada por otra mandada hacer por el virrey García Sarmiento de Sotomayor, Conde de Salvatierra, e inaugurada el 8 de septiembre de 1651, la que con algunas refacciones, se mantiene hasta la actualidad. Su diseño se debe al escultor Pedro de Noguera.